# 1984年のナショナルリーグチャンピオンシップシリーズ
1984年の野球において、メジャーリーグベースボール（MLB）のポストシーズンは10月2日に開幕した。ナショナルリーグの第16回リーグチャンピオンシップシリーズ（16th National League Championship Series、以下「リーグ優勝決定戦」と表記）は、同日から7日にかけて計5試合が開催された。その結果、サンディエゴ・パドレス（西地区）がシカゴ・カブス（東地区）を3勝2敗で下し、球団創設16年目で初のリーグ優勝およびワールドシリーズ進出を果たした。
この年のレギュラーシーズンでは両球団は12試合対戦し、6勝6敗の五分だった。今シリーズ最初の2試合はカブスにとって、1945年のワールドシリーズ最終第7戦で敗れて以来39年ぶりの、本拠地球場リグレー・フィールドで戦うポストシーズン試合だった。カブスは初戦でリーグ優勝決定戦史上最大となる13点差の大勝を収め、翌日の第2戦にも勝利してリーグ優勝に王手をかけた。しかし舞台がパドレスの本拠地球場ジャック・マーフィー・スタジアムへ移ると、一転してパドレスが3連勝し、逆転でリーグ初優勝を決めた。5戦3勝制のシリーズにおいて初戦から2連敗のあと3連勝で逆転したのは、リーグ優勝決定戦では1982年アメリカンリーグのミルウォーキー・ブルワーズ以来2年ぶり2球団目、ポストシーズン全体でも3球団目である。シリーズMVPには、第4戦で同点適時打・勝ち越し適時打・サヨナラ本塁打の3殊勲打を放つなど、5試合で打率.400・1本塁打・7打点・OPS 1.029という成績を残したパドレスのスティーブ・ガービーが選出された。しかしパドレスは、ワールドシリーズではアメリカンリーグ王者デトロイト・タイガースに1勝4敗で敗れ、初優勝を逃した。
今シリーズでは、MLB審判員の労働組合がポストシーズン出場給の分配条件変更を求めてストライキを決行したため、アマチュア野球の審判員らが代わりに出場した。労使交渉は今シリーズ最終戦当日の7日までに妥結され、その日の試合には開催地カリフォルニア州サンディエゴ在住の正規審判が緊急招集された。

## 試合結果
1984年のナショナルリーグ優勝決定戦は10月2日に開幕し、途中に雨天順延を挟んで6日間で5試合が行われた。日程・結果は以下の通り。
| 日付                                                        | 試合  | ビジター球団（先攻）   | スコア   | ホーム球団（後攻）     | 開催球場                          | 開催球場                                                |
| ----------------------------------------------------------- | ----- | ---------------------- | -------- | ---------------------- | --------------------------------- | ------------------------------------------------------- |
| 10月02日（火）                                              | 第1戦 | サンディエゴ・パドレス | 0－13    | シカゴ・カブス         | リグレー・フィールド              | リグレー・フィールドジャック・マーフィー・ · スタジアム |
| 10月03日（水）                                              | 第2戦 | サンディエゴ・パドレス | 2－4     | シカゴ・カブス         | リグレー・フィールド              | リグレー・フィールドジャック・マーフィー・ · スタジアム |
| 10月04日（木）                                              | 第3戦 | シカゴ・カブス         | 2－4     | サンディエゴ・パドレス | ジャック・マーフィー・ スタジアム | リグレー・フィールドジャック・マーフィー・ · スタジアム |
| 10月05日（金）                                              | 第4戦 | 雨天順延               | 雨天順延 | 雨天順延               | ジャック・マーフィー・ スタジアム | リグレー・フィールドジャック・マーフィー・ · スタジアム |
| 10月06日（土）                                              | 第4戦 | シカゴ・カブス         | 5－7x    | サンディエゴ・パドレス | ジャック・マーフィー・ スタジアム | リグレー・フィールドジャック・マーフィー・ · スタジアム |
| 10月07日（日）                                              | 第5戦 | シカゴ・カブス         | 3－6     | サンディエゴ・パドレス | ジャック・マーフィー・ スタジアム | リグレー・フィールドジャック・マーフィー・ · スタジアム |
| 優勝：サンディエゴ・パドレス（3勝2敗 / 球団創設16年目で初） |       |                        |          |                        |                                   | リグレー・フィールドジャック・マーフィー・ · スタジアム |

### 第1戦 10月2日
- リグレー・フィールド（イリノイ州シカゴ）

|                        | 1 | 2 | 3 | 4 | 5 | 6 | 7 | 8 | 9 | R  | H  | E |
| ---------------------- | - | - | - | - | - | - | - | - | - | -- | -- | - |
| サンディエゴ・パドレス | 0 | 0 | 0 | 0 | 0 | 0 | 0 | 0 | 0 | 0  | 6  | 1 |
| シカゴ・カブス         | 2 | 0 | 3 | 0 | 6 | 2 | 0 | 0 | X | 13 | 16 | 0 |

1. 勝利：リック・サトクリフ（1勝）
2. 敗戦：エリック・ショー（1敗）
3. 本塁打
CHC：ボブ・ダーニアー1号ソロ、ゲイリー・マシューズ1号ソロ・2号3ラン、リック・サトクリフ1号ソロ、ロン・セイ1号ソロ
4. 審判
［球審］ディック・カベノー
［塁審］一塁: デーブ・スリッケンメイヤー、二塁: ジョー・ポンポーニ、三塁: ジョー・マー
5. 試合開始時刻: 中部夏時間（UTC-5）午後1時26分  試合時間: 2時間49分  観客: 3万6282人  気温: 63°F（17.2°C）
詳細: Baseball-Reference.com

| サンディエゴ・パドレス | サンディエゴ・パドレス | サンディエゴ・パドレス | サンディエゴ・パドレス | サンディエゴ・パドレス                                                                                            | シカゴ・カブス | シカゴ・カブス | シカゴ・カブス  | シカゴ・カブス | シカゴ・カブス                                                                                            |
| ---------------------- | ---------------------- | ---------------------- | ---------------------- | --- | -------------- | -------------- | --------------- | -------------- | --- |
| 打順                   | 守備                   | 選手                   | 打席                   | E・ショーT・ケネディS・ガービーA・ウィギンスG・ネトルズG・テンプルトンC・マルティネスK・マクレイノルズT・グウィン | 打順           | 守備           | 選手            | 打席           | R・サトクリフJ・デービスL・ダーラムR・サンドバーグR・セイL・ボーワG・マシューズB・ダーニアーK・モアランド |
| 1                      | 二                     | A・ウィギンス          | 両                     | E・ショーT・ケネディS・ガービーA・ウィギンスG・ネトルズG・テンプルトンC・マルティネスK・マクレイノルズT・グウィン | 1              | 中             | B・ダーニアー   | 右             | R・サトクリフJ・デービスL・ダーラムR・サンドバーグR・セイL・ボーワG・マシューズB・ダーニアーK・モアランド |
| 2                      | 右                     | T・グウィン            | 左                     | E・ショーT・ケネディS・ガービーA・ウィギンスG・ネトルズG・テンプルトンC・マルティネスK・マクレイノルズT・グウィン | 2              | 二             | R・サンドバーグ | 右             | R・サトクリフJ・デービスL・ダーラムR・サンドバーグR・セイL・ボーワG・マシューズB・ダーニアーK・モアランド |
| 3                      | 一                     | S・ガービー            | 右                     | E・ショーT・ケネディS・ガービーA・ウィギンスG・ネトルズG・テンプルトンC・マルティネスK・マクレイノルズT・グウィン | 3              | 左             | G・マシューズ   | 右             | R・サトクリフJ・デービスL・ダーラムR・サンドバーグR・セイL・ボーワG・マシューズB・ダーニアーK・モアランド |
| 4                      | 三                     | G・ネトルズ            | 左                     | E・ショーT・ケネディS・ガービーA・ウィギンスG・ネトルズG・テンプルトンC・マルティネスK・マクレイノルズT・グウィン | 4              | 一             | L・ダーラム     | 左             | R・サトクリフJ・デービスL・ダーラムR・サンドバーグR・セイL・ボーワG・マシューズB・ダーニアーK・モアランド |
| 5                      | 捕                     | T・ケネディ            | 左                     | E・ショーT・ケネディS・ガービーA・ウィギンスG・ネトルズG・テンプルトンC・マルティネスK・マクレイノルズT・グウィン | 5              | 右             | K・モアランド   | 右             | R・サトクリフJ・デービスL・ダーラムR・サンドバーグR・セイL・ボーワG・マシューズB・ダーニアーK・モアランド |
| 6                      | 中                     | K・マクレイノルズ      | 右                     | E・ショーT・ケネディS・ガービーA・ウィギンスG・ネトルズG・テンプルトンC・マルティネスK・マクレイノルズT・グウィン | 6              | 三             | R・セイ         | 右             | R・サトクリフJ・デービスL・ダーラムR・サンドバーグR・セイL・ボーワG・マシューズB・ダーニアーK・モアランド |
| 7                      | 左                     | C・マルティネス        | 右                     | E・ショーT・ケネディS・ガービーA・ウィギンスG・ネトルズG・テンプルトンC・マルティネスK・マクレイノルズT・グウィン | 7              | 捕             | J・デービス     | 右             | R・サトクリフJ・デービスL・ダーラムR・サンドバーグR・セイL・ボーワG・マシューズB・ダーニアーK・モアランド |
| 8                      | 遊                     | G・テンプルトン        | 両                     | E・ショーT・ケネディS・ガービーA・ウィギンスG・ネトルズG・テンプルトンC・マルティネスK・マクレイノルズT・グウィン | 8              | 遊             | L・ボーワ       | 両             | R・サトクリフJ・デービスL・ダーラムR・サンドバーグR・セイL・ボーワG・マシューズB・ダーニアーK・モアランド |
| 9                      | 投                     | E・ショー              | 右                     | E・ショーT・ケネディS・ガービーA・ウィギンスG・ネトルズG・テンプルトンC・マルティネスK・マクレイノルズT・グウィン | 9              | 投             | R・サトクリフ   | 左             | R・サトクリフJ・デービスL・ダーラムR・サンドバーグR・セイL・ボーワG・マシューズB・ダーニアーK・モアランド |
| 先発投手               | 先発投手               | 先発投手               | 投球                   | E・ショーT・ケネディS・ガービーA・ウィギンスG・ネトルズG・テンプルトンC・マルティネスK・マクレイノルズT・グウィン | 先発投手       | 先発投手       | 先発投手        | 投球           | R・サトクリフJ・デービスL・ダーラムR・サンドバーグR・セイL・ボーワG・マシューズB・ダーニアーK・モアランド |
| E・ショー              | E・ショー              | E・ショー              | 右                     | E・ショーT・ケネディS・ガービーA・ウィギンスG・ネトルズG・テンプルトンC・マルティネスK・マクレイノルズT・グウィン | R・サトクリフ  | R・サトクリフ  | R・サトクリフ   | 右             | R・サトクリフJ・デービスL・ダーラムR・サンドバーグR・セイL・ボーワG・マシューズB・ダーニアーK・モアランド |

### 第2戦 10月3日
- リグレー・フィールド（イリノイ州シカゴ）

|                        | 1 | 2 | 3 | 4 | 5 | 6 | 7 | 8 | 9 | R | H | E |
| ---------------------- | - | - | - | - | - | - | - | - | - | - | - | - |
| サンディエゴ・パドレス | 0 | 0 | 0 | 1 | 0 | 1 | 0 | 0 | 0 | 2 | 5 | 0 |
| シカゴ・カブス         | 1 | 0 | 2 | 1 | 0 | 0 | 0 | 0 | X | 4 | 8 | 1 |

1. 勝利：スティーブ・トラウト（1勝）
2. セーブ：リー・スミス（1S）
3. 敗戦：マーク・サーモンド（1敗）
4. 審判
［球審］デーブ・スリッケンメイヤー
［塁審］一塁: ジョー・ポンポーニ、二塁: ジョー・マー、三塁: ディック・カベノー
5. 試合開始時刻: 中部夏時間（UTC-5）午後1時23分  試合時間: 2時間18分  観客: 3万6282人
詳細: Baseball-Reference.com

| サンディエゴ・パドレス | サンディエゴ・パドレス | サンディエゴ・パドレス | サンディエゴ・パドレス | サンディエゴ・パドレス                                                                                                | シカゴ・カブス | シカゴ・カブス | シカゴ・カブス  | シカゴ・カブス | シカゴ・カブス                                                                                          |
| ---------------------- | ---------------------- | ---------------------- | ---------------------- | --- | -------------- | -------------- | --------------- | -------------- | --- |
| 打順                   | 守備                   | 選手                   | 打席                   | M・サーモンドT・ケネディS・ガービーA・ウィギンスL・サラザーG・テンプルトンC・マルティネスK・マクレイノルズT・グウィン | 打順           | 守備           | 選手            | 打席           | S・トラウトJ・デービスL・ダーラムR・サンドバーグR・セイL・ボーワG・マシューズB・ダーニアーK・モアランド |
| 1                      | 二                     | A・ウィギンス          | 両                     | M・サーモンドT・ケネディS・ガービーA・ウィギンスL・サラザーG・テンプルトンC・マルティネスK・マクレイノルズT・グウィン | 1              | 中             | B・ダーニアー   | 右             | S・トラウトJ・デービスL・ダーラムR・サンドバーグR・セイL・ボーワG・マシューズB・ダーニアーK・モアランド |
| 2                      | 右                     | T・グウィン            | 左                     | M・サーモンドT・ケネディS・ガービーA・ウィギンスL・サラザーG・テンプルトンC・マルティネスK・マクレイノルズT・グウィン | 2              | 二             | R・サンドバーグ | 右             | S・トラウトJ・デービスL・ダーラムR・サンドバーグR・セイL・ボーワG・マシューズB・ダーニアーK・モアランド |
| 3                      | 一                     | S・ガービー            | 右                     | M・サーモンドT・ケネディS・ガービーA・ウィギンスL・サラザーG・テンプルトンC・マルティネスK・マクレイノルズT・グウィン | 3              | 左             | G・マシューズ   | 右             | S・トラウトJ・デービスL・ダーラムR・サンドバーグR・セイL・ボーワG・マシューズB・ダーニアーK・モアランド |
| 4                      | 中                     | K・マクレイノルズ      | 右                     | M・サーモンドT・ケネディS・ガービーA・ウィギンスL・サラザーG・テンプルトンC・マルティネスK・マクレイノルズT・グウィン | 4              | 右             | K・モアランド   | 右             | S・トラウトJ・デービスL・ダーラムR・サンドバーグR・セイL・ボーワG・マシューズB・ダーニアーK・モアランド |
| 5                      | 左                     | C・マルティネス        | 右                     | M・サーモンドT・ケネディS・ガービーA・ウィギンスL・サラザーG・テンプルトンC・マルティネスK・マクレイノルズT・グウィン | 5              | 三             | R・セイ         | 右             | S・トラウトJ・デービスL・ダーラムR・サンドバーグR・セイL・ボーワG・マシューズB・ダーニアーK・モアランド |
| 6                      | 捕                     | T・ケネディ            | 左                     | M・サーモンドT・ケネディS・ガービーA・ウィギンスL・サラザーG・テンプルトンC・マルティネスK・マクレイノルズT・グウィン | 6              | 捕             | J・デービス     | 右             | S・トラウトJ・デービスL・ダーラムR・サンドバーグR・セイL・ボーワG・マシューズB・ダーニアーK・モアランド |
| 7                      | 三                     | L・サラザー            | 右                     | M・サーモンドT・ケネディS・ガービーA・ウィギンスL・サラザーG・テンプルトンC・マルティネスK・マクレイノルズT・グウィン | 7              | 一             | L・ダーラム     | 左             | S・トラウトJ・デービスL・ダーラムR・サンドバーグR・セイL・ボーワG・マシューズB・ダーニアーK・モアランド |
| 8                      | 遊                     | G・テンプルトン        | 両                     | M・サーモンドT・ケネディS・ガービーA・ウィギンスL・サラザーG・テンプルトンC・マルティネスK・マクレイノルズT・グウィン | 8              | 遊             | L・ボーワ       | 両             | S・トラウトJ・デービスL・ダーラムR・サンドバーグR・セイL・ボーワG・マシューズB・ダーニアーK・モアランド |
| 9                      | 投                     | M・サーモンド          | 左                     | M・サーモンドT・ケネディS・ガービーA・ウィギンスL・サラザーG・テンプルトンC・マルティネスK・マクレイノルズT・グウィン | 9              | 投             | S・トラウト     | 左             | S・トラウトJ・デービスL・ダーラムR・サンドバーグR・セイL・ボーワG・マシューズB・ダーニアーK・モアランド |
| 先発投手               | 先発投手               | 先発投手               | 投球                   | M・サーモンドT・ケネディS・ガービーA・ウィギンスL・サラザーG・テンプルトンC・マルティネスK・マクレイノルズT・グウィン | 先発投手       | 先発投手       | 先発投手        | 投球           | S・トラウトJ・デービスL・ダーラムR・サンドバーグR・セイL・ボーワG・マシューズB・ダーニアーK・モアランド |
| M・サーモンド          | M・サーモンド          | M・サーモンド          | 左                     | M・サーモンドT・ケネディS・ガービーA・ウィギンスL・サラザーG・テンプルトンC・マルティネスK・マクレイノルズT・グウィン | S・トラウト    | S・トラウト    | S・トラウト     | 左             | S・トラウトJ・デービスL・ダーラムR・サンドバーグR・セイL・ボーワG・マシューズB・ダーニアーK・モアランド |

### 第3戦 10月4日
- ジャック・マーフィー・スタジアム（カリフォルニア州サンディエゴ）

|                        | 1 | 2 | 3 | 4 | 5 | 6 | 7 | 8 | 9 | R | H  | E |
| ---------------------- | - | - | - | - | - | - | - | - | - | - | -- | - |
| シカゴ・カブス         | 0 | 1 | 0 | 0 | 0 | 0 | 0 | 0 | 0 | 1 | 5  | 0 |
| サンディエゴ・パドレス | 0 | 0 | 0 | 0 | 3 | 4 | 0 | 0 | X | 7 | 11 | 0 |

1. 勝利：エド・ウィットソン（1勝）
2. 敗戦：デニス・エカーズリー（1敗）
3. 本塁打
SD：ケビン・マクレイノルズ1号3ラン
4. 審判
［球審］テリー・ボビー
［塁審］一塁: フランク・カンパーナ、二塁: フランク・フィッシャー、三塁: ジョン・スチュワート
5. 試合開始時刻: 太平洋夏時間（UTC-7）午後5時33分  試合時間: 2時間19分  観客: 5万8346人
詳細: Baseball-Reference.com

| シカゴ・カブス  | シカゴ・カブス  | シカゴ・カブス  | シカゴ・カブス | シカゴ・カブス                                                                                              | サンディエゴ・パドレス | サンディエゴ・パドレス | サンディエゴ・パドレス | サンディエゴ・パドレス | サンディエゴ・パドレス                                                                                                  |
| --------------- | --------------- | --------------- | -------------- | --- | ---------------------- | ---------------------- | ---------------------- | ---------------------- | --- |
| 打順            | 守備            | 選手            | 打席           | D・エカーズリーJ・デービスL・ダーラムR・サンドバーグR・セイL・ボーワG・マシューズB・ダーニアーK・モアランド | 打順                   | 守備                   | 選手                   | 打席                   | E・ウィットソンT・ケネディS・ガービーA・ウィギンスG・ネトルズG・テンプルトンC・マルティネスK・マクレイノルズT・グウィン |
| 1               | 中              | B・ダーニアー   | 右             | D・エカーズリーJ・デービスL・ダーラムR・サンドバーグR・セイL・ボーワG・マシューズB・ダーニアーK・モアランド | 1                      | 二                     | A・ウィギンス          | 両                     | E・ウィットソンT・ケネディS・ガービーA・ウィギンスG・ネトルズG・テンプルトンC・マルティネスK・マクレイノルズT・グウィン |
| 2               | 二              | R・サンドバーグ | 右             | D・エカーズリーJ・デービスL・ダーラムR・サンドバーグR・セイL・ボーワG・マシューズB・ダーニアーK・モアランド | 2                      | 右                     | T・グウィン            | 左                     | E・ウィットソンT・ケネディS・ガービーA・ウィギンスG・ネトルズG・テンプルトンC・マルティネスK・マクレイノルズT・グウィン |
| 3               | 左              | G・マシューズ   | 右             | D・エカーズリーJ・デービスL・ダーラムR・サンドバーグR・セイL・ボーワG・マシューズB・ダーニアーK・モアランド | 3                      | 一                     | S・ガービー            | 右                     | E・ウィットソンT・ケネディS・ガービーA・ウィギンスG・ネトルズG・テンプルトンC・マルティネスK・マクレイノルズT・グウィン |
| 4               | 一              | L・ダーラム     | 左             | D・エカーズリーJ・デービスL・ダーラムR・サンドバーグR・セイL・ボーワG・マシューズB・ダーニアーK・モアランド | 4                      | 三                     | G・ネトルズ            | 左                     | E・ウィットソンT・ケネディS・ガービーA・ウィギンスG・ネトルズG・テンプルトンC・マルティネスK・マクレイノルズT・グウィン |
| 5               | 右              | K・モアランド   | 右             | D・エカーズリーJ・デービスL・ダーラムR・サンドバーグR・セイL・ボーワG・マシューズB・ダーニアーK・モアランド | 5                      | 捕                     | T・ケネディ            | 左                     | E・ウィットソンT・ケネディS・ガービーA・ウィギンスG・ネトルズG・テンプルトンC・マルティネスK・マクレイノルズT・グウィン |
| 6               | 三              | R・セイ         | 右             | D・エカーズリーJ・デービスL・ダーラムR・サンドバーグR・セイL・ボーワG・マシューズB・ダーニアーK・モアランド | 6                      | 中                     | K・マクレイノルズ      | 右                     | E・ウィットソンT・ケネディS・ガービーA・ウィギンスG・ネトルズG・テンプルトンC・マルティネスK・マクレイノルズT・グウィン |
| 7               | 捕              | J・デービス     | 右             | D・エカーズリーJ・デービスL・ダーラムR・サンドバーグR・セイL・ボーワG・マシューズB・ダーニアーK・モアランド | 7                      | 左                     | C・マルティネス        | 右                     | E・ウィットソンT・ケネディS・ガービーA・ウィギンスG・ネトルズG・テンプルトンC・マルティネスK・マクレイノルズT・グウィン |
| 8               | 遊              | L・ボーワ       | 両             | D・エカーズリーJ・デービスL・ダーラムR・サンドバーグR・セイL・ボーワG・マシューズB・ダーニアーK・モアランド | 8                      | 遊                     | G・テンプルトン        | 両                     | E・ウィットソンT・ケネディS・ガービーA・ウィギンスG・ネトルズG・テンプルトンC・マルティネスK・マクレイノルズT・グウィン |
| 9               | 投              | D・エカーズリー | 右             | D・エカーズリーJ・デービスL・ダーラムR・サンドバーグR・セイL・ボーワG・マシューズB・ダーニアーK・モアランド | 9                      | 投                     | E・ウィットソン        | 右                     | E・ウィットソンT・ケネディS・ガービーA・ウィギンスG・ネトルズG・テンプルトンC・マルティネスK・マクレイノルズT・グウィン |
| 先発投手        | 先発投手        | 先発投手        | 投球           | D・エカーズリーJ・デービスL・ダーラムR・サンドバーグR・セイL・ボーワG・マシューズB・ダーニアーK・モアランド | 先発投手               | 先発投手               | 先発投手               | 投球                   | E・ウィットソンT・ケネディS・ガービーA・ウィギンスG・ネトルズG・テンプルトンC・マルティネスK・マクレイノルズT・グウィン |
| D・エカーズリー | D・エカーズリー | D・エカーズリー | 右             | D・エカーズリーJ・デービスL・ダーラムR・サンドバーグR・セイL・ボーワG・マシューズB・ダーニアーK・モアランド | E・ウィットソン        | E・ウィットソン        | E・ウィットソン        | 右                     | E・ウィットソンT・ケネディS・ガービーA・ウィギンスG・ネトルズG・テンプルトンC・マルティネスK・マクレイノルズT・グウィン |

### 第4戦 10月6日
- ジャック・マーフィー・スタジアム（カリフォルニア州サンディエゴ）

|                        | 1 | 2 | 3 | 4 | 5 | 6 | 7 | 8 | 9  | R | H  | E |
| ---------------------- | - | - | - | - | - | - | - | - | -- | - | -- | - |
| シカゴ・カブス         | 0 | 0 | 0 | 3 | 0 | 0 | 0 | 2 | 0  | 5 | 8  | 1 |
| サンディエゴ・パドレス | 0 | 0 | 2 | 0 | 1 | 0 | 2 | 0 | 2x | 7 | 11 | 0 |

1. 勝利：クレイグ・レファーツ（1勝）
2. 敗戦：リー・スミス（1敗1S）
3. 本塁打
CHC：ジョディ・デービス1号2ラン、レオン・ダーラム1号ソロ
SD：スティーブ・ガービー1号2ラン
4. 審判
［球審］フランク・カンパーナ
［塁審］一塁: フランク・フィッシャー、二塁: ジョン・スチュワート、三塁: テリー・ボビー
5. 試合開始時刻: 太平洋夏時間（UTC-7）午後5時27分  試合時間: 3時間13分  観客: 5万8354人
詳細: Baseball-Reference.com

| シカゴ・カブス  | シカゴ・カブス  | シカゴ・カブス  | シカゴ・カブス | シカゴ・カブス                                                                                              | サンディエゴ・パドレス | サンディエゴ・パドレス | サンディエゴ・パドレス | サンディエゴ・パドレス | サンディエゴ・パドレス                                                                                              |
| --------------- | --------------- | --------------- | -------------- | --- | ---------------------- | ---------------------- | ---------------------- | ---------------------- | --- |
| 打順            | 守備            | 選手            | 打席           | S・サンダーソンJ・デービスL・ダーラムR・サンドバーグR・セイL・ボーワG・マシューズB・ダーニアーK・モアランド | 打順                   | 守備                   | 選手                   | 打席                   | T・ローラーT・ケネディS・ガービーA・ウィギンスG・ネトルズG・テンプルトンC・マルティネスK・マクレイノルズT・グウィン |
| 1               | 中              | B・ダーニアー   | 右             | S・サンダーソンJ・デービスL・ダーラムR・サンドバーグR・セイL・ボーワG・マシューズB・ダーニアーK・モアランド | 1                      | 二                     | A・ウィギンス          | 両                     | T・ローラーT・ケネディS・ガービーA・ウィギンスG・ネトルズG・テンプルトンC・マルティネスK・マクレイノルズT・グウィン |
| 2               | 二              | R・サンドバーグ | 右             | S・サンダーソンJ・デービスL・ダーラムR・サンドバーグR・セイL・ボーワG・マシューズB・ダーニアーK・モアランド | 2                      | 右                     | T・グウィン            | 左                     | T・ローラーT・ケネディS・ガービーA・ウィギンスG・ネトルズG・テンプルトンC・マルティネスK・マクレイノルズT・グウィン |
| 3               | 左              | G・マシューズ   | 右             | S・サンダーソンJ・デービスL・ダーラムR・サンドバーグR・セイL・ボーワG・マシューズB・ダーニアーK・モアランド | 3                      | 一                     | S・ガービー            | 右                     | T・ローラーT・ケネディS・ガービーA・ウィギンスG・ネトルズG・テンプルトンC・マルティネスK・マクレイノルズT・グウィン |
| 4               | 右              | K・モアランド   | 右             | S・サンダーソンJ・デービスL・ダーラムR・サンドバーグR・セイL・ボーワG・マシューズB・ダーニアーK・モアランド | 4                      | 三                     | G・ネトルズ            | 左                     | T・ローラーT・ケネディS・ガービーA・ウィギンスG・ネトルズG・テンプルトンC・マルティネスK・マクレイノルズT・グウィン |
| 5               | 三              | R・セイ         | 右             | S・サンダーソンJ・デービスL・ダーラムR・サンドバーグR・セイL・ボーワG・マシューズB・ダーニアーK・モアランド | 5                      | 捕                     | T・ケネディ            | 左                     | T・ローラーT・ケネディS・ガービーA・ウィギンスG・ネトルズG・テンプルトンC・マルティネスK・マクレイノルズT・グウィン |
| 6               | 捕              | J・デービス     | 右             | S・サンダーソンJ・デービスL・ダーラムR・サンドバーグR・セイL・ボーワG・マシューズB・ダーニアーK・モアランド | 6                      | 中                     | K・マクレイノルズ      | 右                     | T・ローラーT・ケネディS・ガービーA・ウィギンスG・ネトルズG・テンプルトンC・マルティネスK・マクレイノルズT・グウィン |
| 7               | 一              | L・ダーラム     | 左             | S・サンダーソンJ・デービスL・ダーラムR・サンドバーグR・セイL・ボーワG・マシューズB・ダーニアーK・モアランド | 7                      | 左                     | C・マルティネス        | 右                     | T・ローラーT・ケネディS・ガービーA・ウィギンスG・ネトルズG・テンプルトンC・マルティネスK・マクレイノルズT・グウィン |
| 8               | 遊              | L・ボーワ       | 両             | S・サンダーソンJ・デービスL・ダーラムR・サンドバーグR・セイL・ボーワG・マシューズB・ダーニアーK・モアランド | 8                      | 遊                     | G・テンプルトン        | 両                     | T・ローラーT・ケネディS・ガービーA・ウィギンスG・ネトルズG・テンプルトンC・マルティネスK・マクレイノルズT・グウィン |
| 9               | 投              | S・サンダーソン | 右             | S・サンダーソンJ・デービスL・ダーラムR・サンドバーグR・セイL・ボーワG・マシューズB・ダーニアーK・モアランド | 9                      | 投                     | T・ローラー            | 左                     | T・ローラーT・ケネディS・ガービーA・ウィギンスG・ネトルズG・テンプルトンC・マルティネスK・マクレイノルズT・グウィン |
| 先発投手        | 先発投手        | 先発投手        | 投球           | S・サンダーソンJ・デービスL・ダーラムR・サンドバーグR・セイL・ボーワG・マシューズB・ダーニアーK・モアランド | 先発投手               | 先発投手               | 先発投手               | 投球                   | T・ローラーT・ケネディS・ガービーA・ウィギンスG・ネトルズG・テンプルトンC・マルティネスK・マクレイノルズT・グウィン |
| S・サンダーソン | S・サンダーソン | S・サンダーソン | 右             | S・サンダーソンJ・デービスL・ダーラムR・サンドバーグR・セイL・ボーワG・マシューズB・ダーニアーK・モアランド | T・ローラー            | T・ローラー            | T・ローラー            | 左                     | T・ローラーT・ケネディS・ガービーA・ウィギンスG・ネトルズG・テンプルトンC・マルティネスK・マクレイノルズT・グウィン |

### 第5戦 10月7日
- ジャック・マーフィー・スタジアム（カリフォルニア州サンディエゴ）

|                        | 1 | 2 | 3 | 4 | 5 | 6 | 7 | 8 | 9 | R | H | E |
| ---------------------- | - | - | - | - | - | - | - | - | - | - | - | - |
| シカゴ・カブス         | 2 | 1 | 0 | 0 | 0 | 0 | 0 | 0 | 0 | 3 | 5 | 1 |
| サンディエゴ・パドレス | 0 | 0 | 0 | 0 | 0 | 2 | 4 | 0 | X | 6 | 8 | 0 |

1. 勝利：クレイグ・レファーツ（2勝）
2. セーブ：リッチ・ゴセージ（1S）
3. 敗戦：リック・サトクリフ（1勝1敗）
4. 本塁打
CHC：レオン・ダーラム2号2ラン、ジョディ・デービス2号ソロ
5. 審判
［球審］ジョン・キブラー
［塁審］一塁: ポール・ランギー、二塁: ジョン・マクシェリー、三塁: ダグ・ハーヴェイ
6. 試合開始時刻: 太平洋夏時間（UTC-7）午後1時23分  試合時間: 2時間41分  観客: 5万8359人
詳細: Baseball-Reference.com

| シカゴ・カブス | シカゴ・カブス | シカゴ・カブス  | シカゴ・カブス | シカゴ・カブス                                                                                            | サンディエゴ・パドレス | サンディエゴ・パドレス | サンディエゴ・パドレス | サンディエゴ・パドレス | サンディエゴ・パドレス                                                                                      |
| -------------- | -------------- | --------------- | -------------- | --- | ---------------------- | ---------------------- | ---------------------- | ---------------------- | --- |
| 打順           | 守備           | 選手            | 打席           | R・サトクリフJ・デービスL・ダーラムR・サンドバーグR・セイL・ボーワG・マシューズB・ダーニアーK・モアランド | 打順                   | 守備                   | 選手                   | 打席                   | E・ショーT・ケネディS・ガービーA・ウィギンスG・ネトルズG・テンプルトンC・マルティネスB・ブラウンT・グウィン |
| 1              | 中             | B・ダーニアー   | 右             | R・サトクリフJ・デービスL・ダーラムR・サンドバーグR・セイL・ボーワG・マシューズB・ダーニアーK・モアランド | 1                      | 二                     | A・ウィギンス          | 両                     | E・ショーT・ケネディS・ガービーA・ウィギンスG・ネトルズG・テンプルトンC・マルティネスB・ブラウンT・グウィン |
| 2              | 二             | R・サンドバーグ | 右             | R・サトクリフJ・デービスL・ダーラムR・サンドバーグR・セイL・ボーワG・マシューズB・ダーニアーK・モアランド | 2                      | 右                     | T・グウィン            | 左                     | E・ショーT・ケネディS・ガービーA・ウィギンスG・ネトルズG・テンプルトンC・マルティネスB・ブラウンT・グウィン |
| 3              | 左             | G・マシューズ   | 右             | R・サトクリフJ・デービスL・ダーラムR・サンドバーグR・セイL・ボーワG・マシューズB・ダーニアーK・モアランド | 3                      | 一                     | S・ガービー            | 右                     | E・ショーT・ケネディS・ガービーA・ウィギンスG・ネトルズG・テンプルトンC・マルティネスB・ブラウンT・グウィン |
| 4              | 一             | L・ダーラム     | 左             | R・サトクリフJ・デービスL・ダーラムR・サンドバーグR・セイL・ボーワG・マシューズB・ダーニアーK・モアランド | 4                      | 三                     | G・ネトルズ            | 左                     | E・ショーT・ケネディS・ガービーA・ウィギンスG・ネトルズG・テンプルトンC・マルティネスB・ブラウンT・グウィン |
| 5              | 右             | K・モアランド   | 右             | R・サトクリフJ・デービスL・ダーラムR・サンドバーグR・セイL・ボーワG・マシューズB・ダーニアーK・モアランド | 5                      | 捕                     | T・ケネディ            | 左                     | E・ショーT・ケネディS・ガービーA・ウィギンスG・ネトルズG・テンプルトンC・マルティネスB・ブラウンT・グウィン |
| 6              | 三             | R・セイ         | 右             | R・サトクリフJ・デービスL・ダーラムR・サンドバーグR・セイL・ボーワG・マシューズB・ダーニアーK・モアランド | 6                      | 中                     | B・ブラウン            | 両                     | E・ショーT・ケネディS・ガービーA・ウィギンスG・ネトルズG・テンプルトンC・マルティネスB・ブラウンT・グウィン |
| 7              | 捕             | J・デービス     | 右             | R・サトクリフJ・デービスL・ダーラムR・サンドバーグR・セイL・ボーワG・マシューズB・ダーニアーK・モアランド | 7                      | 左                     | C・マルティネス        | 右                     | E・ショーT・ケネディS・ガービーA・ウィギンスG・ネトルズG・テンプルトンC・マルティネスB・ブラウンT・グウィン |
| 8              | 遊             | L・ボーワ       | 両             | R・サトクリフJ・デービスL・ダーラムR・サンドバーグR・セイL・ボーワG・マシューズB・ダーニアーK・モアランド | 8                      | 遊                     | G・テンプルトン        | 両                     | E・ショーT・ケネディS・ガービーA・ウィギンスG・ネトルズG・テンプルトンC・マルティネスB・ブラウンT・グウィン |
| 9              | 投             | R・サトクリフ   | 左             | R・サトクリフJ・デービスL・ダーラムR・サンドバーグR・セイL・ボーワG・マシューズB・ダーニアーK・モアランド | 9                      | 投                     | E・ショー              | 右                     | E・ショーT・ケネディS・ガービーA・ウィギンスG・ネトルズG・テンプルトンC・マルティネスB・ブラウンT・グウィン |
| 先発投手       | 先発投手       | 先発投手        | 投球           | R・サトクリフJ・デービスL・ダーラムR・サンドバーグR・セイL・ボーワG・マシューズB・ダーニアーK・モアランド | 先発投手               | 先発投手               | 先発投手               | 投球                   | E・ショーT・ケネディS・ガービーA・ウィギンスG・ネトルズG・テンプルトンC・マルティネスB・ブラウンT・グウィン |
| R・サトクリフ  | R・サトクリフ  | R・サトクリフ   | 右             | R・サトクリフJ・デービスL・ダーラムR・サンドバーグR・セイL・ボーワG・マシューズB・ダーニアーK・モアランド | E・ショー              | E・ショー              | E・ショー              | 右                     | E・ショーT・ケネディS・ガービーA・ウィギンスG・ネトルズG・テンプルトンC・マルティネスB・ブラウンT・グウィン |